# Jerry Reed
Jerry Reed, właściwie Jerry Reed Hubbard (ur. 20 marca 1937 w Atlancie, zm. 1 września 2008 w Nashville) – amerykański gitarzysta, wokalista, kompozytor i aktor, który pojawił się w kilkunastu filmach. Jego najbardziej znane piosenki to „Amos Moses” z 1970 roku oraz utwór „When You're Hot, You're Hot” w 1971 roku, za który zdobył nagrodę Grammy, „Lord, Mr. Ford” (1973), „East Bound and Down” (1977) i „She Got the Gold Mine (I Got the Shaft)” (1982). 

## Życiorys
Urodził się jako drugie dziecko Roberta i Cynthii Hubbart. W 1955 ukończył szkołę średnią w Atlancie. W wieku 18 lat nagrał swój pierwszy utwór „If the Good Lord’s Willing and the Creek Don’t Rise” wydany przez Capitol Records.
9 lipca 1959 ożenił się z Priscillą Mitchell. Mieli dwie córki: Sedina i Lottie.
Jego piosenki nagrywał m.in. Elvis Presley („Guitar Man”, „U.S. Mail”), z którym współpracował przy nagraniu płyty „Too Much Monkey Business”. Stał się też znany ze współpracy z gitarzystą Chetem Atkinsem przy nagraniach „Me and Jerry” (1970) i „Sneakin’ Around” (1992).
W latach 80. i 90. jego życiem zawładnęło aktorstwo. Zagrał m.in. w produkcjach Mistrz kierownicy ucieka (1977), Gangsterzy szos (1978) i Kariera frajera (1998).  
Zmarł 1 września 2008 w wieku 71 lat w Nashville w wyniku komplikacji związanych z rozedmą płuc.

## Dyskografia

### Albumy
| Rok  | Tytuł                                           | Pozycja na liście | Pozycja na liście | Wytwórnia       |
| Rok  | Tytuł                                           | US                | US                | Wytwórnia       |
| ---- | ----------------------------------------------- | ----------------- | ----------------- | --------------- |
| 1967 | The Unbelievable Guitar and Voice of Jerry Reed |                   |                   | RCA             |
| 1968 | Nashville Underground                           | 31                |                   | RCA             |
| 1968 | Alabama Wild Man                                | 31                |                   | RCA             |
| 1969 | Better Things in Life                           |                   |                   | RCA             |
| 1969 | Jerry Reed Explores Guitar Country              | 41                |                   | RCA             |
| 1970 | Cookin'                                         | 33                | 194               | RCA             |
| 1970 | Georgia Sunshine                                | 10                | 102               | RCA             |
| 1970 | Me & Jerry (w/ Chet Atkins)                     | 13                |                   | RCA             |
| 1971 | When You're Hot, You're Hot                     | 2                 | 45                | RCA             |
| 1971 | Ko-ko Joe                                       | 7                 | 153               | RCA             |
| 1972 | Smell the Flowers                               | 18                | 196               | RCA             |
| 1972 | Me & Chet (w/ Chet Atkins)                      | 24                |                   | RCA             |
| 1972 | The Best of Jerry Reed                          | 4                 | 116               | RCA             |
| 1972 | Jerry Reed                                      | 22                |                   | RCA             |
| 1973 | Hot a' Mighty!                                  | 9                 |                   | RCA             |
| 1973 | Lord, Mr. Ford                                  | 4                 | 183               | RCA             |
| 1973 | The Uptown Poker Club                           | 13                |                   | RCA             |
| 1974 | A Good Woman's Love                             | 28                |                   | RCA             |
| 1975 | Mind Your Love                                  |                   |                   | RCA             |
| 1975 | Red Hot Picker                                  | 33                |                   | RCA             |
| 1976 | Both Barrels                                    | 40                |                   | RCA             |
| 1977 | Jerry Reed Rides Again                          | 41                |                   | RCA             |
| 1977 | East Bound and Down                             | 10                |                   | RCA             |
| 1978 | Sweet Love Feelings                             | 47                |                   | RCA             |
| 1979 | Half Singin' and Half Pickin'                   | 49                |                   | RCA             |
| 1979 | Live „Hot Stuff”                                | 45                |                   | RCA             |
| 1980 | Jerry Reed Sings Jim Croce                      | 56                |                   | RCA             |
| 1980 | Texas Bound and Flyin'                          | 43                |                   | RCA             |
| 1981 | Dixie Dreams                                    |                   |                   | RCA             |
| 1982 | The Man with the Golden Thumb                   | 10                |                   | RCA             |
| 1982 | The Bird                                        | 20                |                   | RCA             |
| 1983 | Ready                                           | 34                |                   | RCA             |
| 1984 | Greatest Hits                                   |                   |                   | RCA             |
| 1985 | What Comes Around                               |                   |                   | Capitol         |
| 1986 | Lookin' at You                                  |                   |                   | Capitol         |
| 1991 | Sneakin’ Around (w/ Chet Atkins)                | 68                |                   | Columbia        |
| 1995 | The Essential Jerry Reed                        |                   |                   | RCA             |
| 1995 | Flyin' High                                     |                   |                   | Southern Tracks |
| 1998 | Pickin'                                         |                   |                   | Southern Tracks |
| 2000 | Finger Dancing                                  |                   |                   | R2K             |
| 2000 | Jerry Reed Visits Hit Row                       |                   |                   | R2K             |
| 2005 | Jerry Reed, Live Still!                         |                   |                   | R2K             |
| 2006 | Let's Git It On                                 |                   |                   | R2K             |
| 2007 | Christmas at the Mall                           |                   |                   | R2K             |
| 2008 | The Gallant Few                                 |                   |                   | Jerry Reed      |

### Single
| Rok  | Tytuł                                                 | Pozycja na liście | Pozycja na liście | Pozycja na liście | Album                              |
| Rok  | Tytuł                                                 | US Country        | US                | US AC             | Album                              |
| ---- | ----------------------------------------------------- | ----------------- | ----------------- | ----------------- | ---------------------------------- |
| 1967 | „Guitar Man”                                          | 53                |                   |                   | Unbelievable Guitar and Voice      |
| 1967 | „Tupelo Mississippi Flash”                            | 15                |                   |                   | Nashville Underground              |
| 1968 | „Remembering”                                         | 14                |                   |                   | Nashville Underground              |
| 1968 | „Alabama Wild Man”                                    | 48                |                   |                   | Alabama Wild Man                   |
| 1968 | „Oh What a Woman!”                                    | 60                |                   |                   | Better Things in Life              |
| 1969 | „There's Better Things in Life”                       | 20                |                   |                   | Better Things in Life              |
| 1969 | „Are You from Dixie (Cause I'm from Dixie too)”       | 11                |                   |                   | Jerry Reed Explores Guitar Country |
| 1970 | „Talk About the Good Times”                           | 14                |                   |                   | Georgia Sunshine                   |
| 1970 | „Georgia Sunshine”                                    | 16                |                   |                   | Georgia Sunshine                   |
| 1970 | „The Preacher and the Bear”                           | 16                |                   |                   | Georgia Sunshine                   |
| 1970 | „Amos Moses”                                          | flip              |                   |                   | Georgia Sunshine                   |
| 1971 | „When You're Hot, You're Hot”                         | 1                 | 9                 | 6                 | When You're Hot, You're Hot        |
| 1971 | „Ko-Ko Joe”                                           | 11                | 51                |                   | Ko-Ko Joe                          |
| 1971 | „Amos Moses” (re-release)                             |                   | 8                 |                   | Georgia Sunshine                   |
| 1971 | „Another Puff”                                        | 27                | 65                |                   | Ko-Ko Joe                          |
| 1972 | „Smell the Flowers”                                   | 24                |                   |                   | Smell the Flowers                  |
| 1972 | „Alabama Wild Man” (re-recording)                     | 22                | 62                |                   | Jerry Reed                         |
| 1972 | „You Took All the Ramblin’ Out of Me”                 | 18                |                   |                   | Hot a'Mighty                       |
| 1973 | „Lord, Mr. Ford”                                      | 1                 | 68                |                   | Lord, Mr. Ford                     |
| 1973 | „The Uptown Poker Club”                               | 25                |                   |                   | The Uptown Poker Club              |
| 1974 | „The Crude Oil Blues”                                 | 13                | 91                |                   | A Good Woman's Love                |
| 1974 | „A Good Woman's Love”                                 | 12                |                   |                   | A Good Woman's Love                |
| 1974 | „Boogie-Woogie Rock and Roll”                         | 72                |                   |                   | single only                        |
| 1974 | „Let's Sing Our Song”                                 | 18                |                   |                   | Mind Your Love                     |
| 1975 | „Mind Your Love”                                      | 64                |                   |                   | Mind Your Love                     |
| 1975 | „Telephone”                                           | 65                |                   |                   | Mind Your Love                     |
| 1975 | „You've Got a Lock on Me”                             | 60                |                   |                   | Red Hot Picker                     |
| 1976 | „Gator”                                               | 54                |                   |                   | Both Barrels                       |
| 1976 | „Remembering”                                         | 57                |                   |                   | Both Barrels                       |
| 1977 | „Semolita”                                            | 19                |                   |                   | Rides Again                        |
| 1977 | „With His Pants in His Hand”                          | 68                |                   |                   | Rides Again                        |
| 1977 | „East Bound and Down”                                 | 2                 |                   |                   | East Bound and Down                |
| 1977 | „(I'm Just a) Red Neck in a Rock and Roll Bar”        | flip              |                   |                   | Jerry Reed Rides Again             |
| 1977 | „You Know What” (w/ Seidina Reed)                     | 20                |                   |                   | Sweet Love Feelings                |
| 1978 | „Sweet Love Feelings”                                 | 39                |                   |                   | Sweet Love Feelings                |
| 1978 | „I Love You (What Can I Say)”                         | 10                |                   |                   | Sweet Love Feelings                |
| 1978 | „High Rollin'”                                        | flip              |                   |                   | Single only                        |
| 1978 | „Gimme Back My Blues”                                 | 14                |                   |                   | Half Singin' and Half Pickin'      |
| 1979 | „Second-Hand Satin Lady (And a Bargain Basement Boy)” | 18                |                   |                   | Half Singin' and Half Pickin'      |
| 1979 | „(Who Was the Man Who Put) The Line in Gasoline”      | 40                |                   |                   | Live at Exit Inn                   |
| 1979 | „Hot Stuff”                                           | 67                |                   |                   | Live at Exit Inn                   |
| 1979 | „Sugar-Foot Rag”                                      | 12                |                   |                   | Texas Bound and Flyin'             |
| 1980 | „Age”                                                 | 36                |                   |                   | Sings Jim Croce                    |
| 1980 | „Workin' at the Carwash Blues”                        | flip              |                   |                   | Sings Jim Croce                    |
| 1980 | „The Family Friendly Inn”                             | 64                |                   |                   | Texas Bound and Flyin'             |
| 1980 | „Texas Bound and Flyin'”                              | 26                |                   |                   | Texas Bound and Flyin'             |
| 1981 | „Caffeine, Nicotine, Benzedrine (And Wish Me Luck)”   | 80                |                   |                   | Texas Bound and Flyin'             |
| 1981 | „The Testimony of Soddy Hoe”                          | 87                |                   |                   | Dixie Dreams                       |
| 1981 | „Good Friends Make Good Lovers”                       | 84                |                   |                   | Dixie Dreams                       |
| 1981 | „Patches”                                             | 30                |                   |                   | The Man with the Golden Thumb      |
| 1982 | „The Man with the Golden Thumb”                       | 32                |                   |                   | The Man with the Golden Thumb      |
| 1982 | „She's Got the Goldmine (I Got the Shaft)”            | 1                 | 57                |                   | The Man with the Golden Thumb      |
| 1982 | „The Bird”                                            | 2                 |                   |                   | The Bird                           |
| 1983 | „Down on the Corner”                                  | 13                |                   |                   | The Bird                           |
| 1983 | „Good Ole Boys”                                       | 16                |                   |                   | Ready                              |
| 1983 | „She's Ready for Someone to Love Her”                 | flip              |                   |                   | Ready                              |
| 1983 | „I'm a Slave”                                         | 58                |                   |                   | Greatest Hits                      |

### Najpopularniejsze single
| Rok  | Single                | Artysta            | US Country | Album              |
| ---- | --------------------- | ------------------ | ---------- | ------------------ |
| 1980 | „Lunchbox”            | The Chipmunks      |            | Urban Chipmunk     |
| 1983 | „Hold On, I'm Comin'” | Waylon Jennings    | 20         | Waylon and Company |
| 1985 | „One Big Family”      | Heart of Nashville | 61         | single only        |

## Filmografia
| Rok  | Film                                  | Rola                        | Reżyser                                        | Wpływy       |
| ---- | ------------------------------------- | --------------------------- | ---------------------------------------------- | ------------ |
| 1972 | Nowy Scooby Doo (serial animowany)    | w roli samego siebie (głos) | William Hanna, Joseph Barbera                  |              |
| 1975 | W. W. and the Dixie Dancekings        | Wayne                       | John G. Avildsen                               |              |
| 1976 | Gator                                 | Bama McCall                 | Burt Reynolds                                  |              |
| 1977 | Mistrz kierownicy ucieka              | Cledus Snow                 | Hal Needham                                    | $126,737,428 |
| 1977 | Nashville 99 (serial CBS)             | detektyw Trace Mayne        | Lawrence Dobkin, Don McDougall, George Sherman |              |
| 1978 | Gangsterzy szos                       | „Żelazny Duke Boykin”       | Peter Carter                                   |              |
| 1978 | Alice (sitcom CBS)                    | w roli samego siebie        |                                                |              |
| 1979 | Concrete Cowboys (TV)                 | J.D. Reed                   | Burt Kennedy                                   |              |
| 1979 | Hot Stuff                             | Doug von Horne              | Dom DeLuise                                    |              |
| 1980 | Mistrz kierownicy ucieka 2            | Cledus Snow                 | Hal Needham                                    | $66,132,626  |
| 1983 | Mistrz kierownicy ucieka 3            | Cledus Snow / 'Bandit'      | Dick Lowry                                     | $5,678,950   |
| 1983 | Ci, którzy przetrwają                 | Jack Locke                  | Michael Ritchie                                | $14,000,000  |
| 1983 | Mama's Family (sitcom NBC)            | Leonard Oates               |                                                |              |
| 1983 | Stroker Ace                           | w roli samego siebie        | Hal Needham                                    |              |
| 1985 | What Comes Around                     | Joe Hawkins                 |                                                |              |
| 1987 | Dolly (serial ABC)                    | Willie Jeffcoat             |                                                |              |
| 1988 | Bat 21                                | pułkownik George Walker     | Peter Markle                                   |              |
| 1989 | B.L. Stryker (serial ABC)             | Bill                        |                                                |              |
| 1994 | Miasteczko Evening Shade (sitcom CBS) | Calvin                      |                                                |              |
| 1998 | Kariera frajera                       | trener Red Beaulieu         | Frank Coraci                                   | $185,991,646 |